# Mood (Eva)
Mood è un singolo della cantante francese Eva, pubblicato il 26 ottobre 2018.

## Video musicale
Il video è stato reso disponibile in concomitanza con la pubblicazione del brano.

## Tracce
Testi e musiche di Eva, Sabrina Habhab e Sany San Beats.
1. Mood – 3:03

## Formazione
- Eva – voce
- Sabrina Habhab – produzione
- Sany San Beats – produzione

## Classifiche
| Classifica (2018) | Posizione massima |
| ----------------- | ----------------- |
| Belgio (Vallonia) | 64                |
| Francia           | 17                |